# Julius Richard Petri

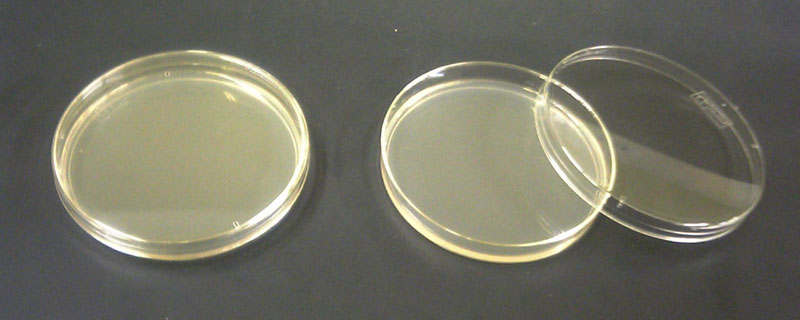
Szalki Petriego

Julius Richard Petri (ur. 31 maja 1852 w Barmen, zm. 20 grudnia 1921 w Zeitz) – niemiecki bakteriolog, współpracownik Roberta Kocha. W 1887 wymyślił szalkę Petriego.

## Życiorys
Julius Richard Petri urodził się w Barmen niedaleko Wuppertal w 1852. Był najstarszym synem Philippa Ulricha Martina Petriego (1817–  1864) profesora oraz Louise Petri (która była kuzynką swojego męża). Jego dziadkiem ze strony ojca był Viktor Friedrich Leberecht Petri (1782– 1857), który był profesorem Collegium Carolinum w Brunszwiku.  Petri najpierw studiował medycynę w Akademii Lekarzy Wojskowych im. Cesarza Wilhelma w latach 1871–1875, gdzie uzyskał stopień naukowy w 1876. Następnie kontynuował studia w szpitalu Charité w Berlinie, gdzie następnie pełnił służbę jako lekarz wojskowy do 1882. 
Od 1877 pracował w laboratorium Roberta Kocha, pracując m.in. od 1881 nad udoskonaleniem naczynia chemicznego, które do dziś znane jako szalka Petriego. Jej podstawowy projekt nie zmienił się od czasu jej stworzenia w 1887 do dziś.
Petri prowadził sanatorium dla chorych na gruźlicę w Göbersdorfie w latach 1882–1885. Później został w roku 1886 dyrektorem Muzeum Higieny w Berlinie. 
Julius Richard Petri nie tylko wprowadził wiele innowacji i wynalazków do życia naukowego, ale także opublikował wiele różnych artykułów, w tym: 150 artykułów na temat bakteriologii i higieny. Jego tezy wniosły wiele nowych informacji i koncepcji.